# Puchar Narodów Arabskich 2021
Puchar Narodów Arabskich 2021 – 10. edycja rozgrywek piłkarskich o Puchar Narodów Arabskich, zarazem pierwsza pod jurysdykcją FIFA. Turniej rozegrany został w dniach 30 listopada – 18 grudnia 2021 roku. Gospodarzem zawodów po raz drugi w historii był Katar.
Do udziału w rozgrywkach przystąpiły 23 reprezentacje z krajów arabskich (12 zrzeszonych w AFC i 11 zrzeszonych w CAF). Turniej finałowy zaplanowano z udziałem 16 drużyn, w związku z czym przed turniejem przeprowadzone zostały eliminacje. 9 najwyżej notowanych drużyn (według rankingu FIFA z kwietnia 2021 roku) zostało automatycznie zakwalifikowanych do turnieju finałowego, z pozostałych 14 ekip utworzono 7 par. Zespoły skojarzono w pary również na podstawie kwietniowego rankingu (najwyżej notowany z najniżej notowanym, drugi w kolejności z drugim zespołem od końca itd.). Rywalizacja w parach wyłoniła kolejnych siedmiu uczestników turnieju (dwie ekipy w każdej z par rozegrały ze sobą po jednym spotkaniu na neutralnym terenie w Katarze). Kwalifikacje rozegrano w dniach 19–25 czerwca 2021 roku. Losowanie fazy grupowej turnieju finałowego odbyło się 27 kwietnia 2021 roku w budynku opery „Katara” w Dosze.
Turniej finałowy odbył się w dniach 30 listopada – 18 grudnia 2021 roku. 16 zakwalifikowanych reprezentacji podzielono na cztery grupy, po cztery drużyny w każdej. W każdej z grup zespoły rozegrają ze sobą po jednym spotkaniu, metodą każdy z każdym. Rywalizacja w grupach zakończy się 7 grudnia. Po dwie najlepsze drużyny z każdej z grup awansują do fazy pucharowej. Ćwierćfinały rozegrane zostaną w dniach 10–11 grudnia, półfinały 15 grudnia, a mecz o 3. miejsce oraz finał 18 grudnia.
Turniej w 2021 roku jest 10. edycją Pucharu Narodów Arabskich. Pierwsza edycja zawodów rozegrana została w 1963 roku, później odbywały się one nieregularnie, poprzednia edycja miała miejsce w 2012 roku w Arabii Saudyjskiej. Turniej w 2021 roku określany jest jako próba generalna przed mistrzostwami świata w 2022 roku, które również mają zostać rozegrane w Katarze. Zawody rozegrane zostaną na sześciu stadionach, z których każdy ma również posłużyć jako arena mundialu w 2022 roku. Finał odbędzie się 18 grudnia 2021 roku, w dzień Święta Narodowego, dokładnie rok przed planowanym finałem mistrzostw świata. Turniej będzie także pierwszym poważnym testem technologii półautomatycznej analizy spalonego.

## Stadiony
Turniej finałowy rozegrany został na sześciu stadionach:
| Al-Chaur          | Ar-Rajjan              | Ar-Rajjan             | Al BaytAl JanoubStadium 974Al ThumamaEducation CityAhmed bin Ali | Al BaytAl JanoubStadium 974Al ThumamaEducation CityAhmed bin Ali | Al BaytAl JanoubStadium 974Al ThumamaEducation CityAhmed bin Ali |
| Al Bayt Stadium   | Education City Stadium | Ahmed bin Ali Stadium | Al BaytAl JanoubStadium 974Al ThumamaEducation CityAhmed bin Ali | Al BaytAl JanoubStadium 974Al ThumamaEducation CityAhmed bin Ali | Al BaytAl JanoubStadium 974Al ThumamaEducation CityAhmed bin Ali |
| Pojemność: 60 000 | Pojemność: 45 350      | Pojemność: 43 000     | Al BaytAl JanoubStadium 974Al ThumamaEducation CityAhmed bin Ali | Al BaytAl JanoubStadium 974Al ThumamaEducation CityAhmed bin Ali | Al BaytAl JanoubStadium 974Al ThumamaEducation CityAhmed bin Ali |
|                   |                        |                       | Al BaytAl JanoubStadium 974Al ThumamaEducation CityAhmed bin Ali | Al BaytAl JanoubStadium 974Al ThumamaEducation CityAhmed bin Ali | Al BaytAl JanoubStadium 974Al ThumamaEducation CityAhmed bin Ali |
| Al-Wakra          | Doha                   | Doha                  | Al BaytAl JanoubStadium 974Al ThumamaEducation CityAhmed bin Ali | Al BaytAl JanoubStadium 974Al ThumamaEducation CityAhmed bin Ali | Al BaytAl JanoubStadium 974Al ThumamaEducation CityAhmed bin Ali |
| Al Janoub Stadium | Stadium 974            | Al Thumama Stadium    | Al BaytAl JanoubStadium 974Al ThumamaEducation CityAhmed bin Ali | Al BaytAl JanoubStadium 974Al ThumamaEducation CityAhmed bin Ali | Al BaytAl JanoubStadium 974Al ThumamaEducation CityAhmed bin Ali |
| Pojemność: 40 777 | Pojemność: 40 000      | Pojemność: 40 000     | Al BaytAl JanoubStadium 974Al ThumamaEducation CityAhmed bin Ali | Al BaytAl JanoubStadium 974Al ThumamaEducation CityAhmed bin Ali | Al BaytAl JanoubStadium 974Al ThumamaEducation CityAhmed bin Ali |
|                   |                        |                       | Al BaytAl JanoubStadium 974Al ThumamaEducation CityAhmed bin Ali | Al BaytAl JanoubStadium 974Al ThumamaEducation CityAhmed bin Ali | Al BaytAl JanoubStadium 974Al ThumamaEducation CityAhmed bin Ali |

## Eliminacje
Spośród 23 drużyn, które przystąpiły do rozgrywek, 9 najwyżej notowanych reprezentacji w rankingu FIFA z kwietnia 2021 roku uzyskało automatyczną kwalifikację do turnieju głównego (były to: Katar, Irak, Tunezja, Zjednoczone Emiraty Arabskie, Syria, Maroko, Arabia Saudyjska, Algieria i Egipt). 14 pozostałych ekip przystąpiło do eliminacji o udział w turnieju finałowym. Zespoły podzielono na 7 par, o awansie decydowało jedno spotkanie rozegrane na terenie neutralnym, w Katarze. Mecze eliminacyjne odbyły się w dniach 19–25 czerwca 2021 roku. W jednym przypadku nie doszło do zaplanowanego spotkania, z powodu dużej liczby przypadków wykrycia obecności wirusa SARS-CoV-2 w ekipie Sudanu Południowego po przybyciu do Kataru, mecz tej reprezentacji z Jordanią nie został rozegrany; Jordanii został przyznany walkower i awans do turnieju głównego.
| 19 czerwca 2021 | Libia | 0:1   | Sudan           |                                                               |
| 20:00 UTC+3     |       | (0:1) | 15' Abdelrahman | Khalifa International Stadium, Doha Sędzia: Saoud Ali Al-Adba |

| 20 czerwca 2021 | Oman                             | 2:1   | Somalia   |                                                       |
| 20:00 UTC+3     | Al-Ghassani 12' · Al-Yahyaei 36' | (2:0) | 54' Gigli | Jassim Bin Hamad Stadium, Doha Sędzia: Benoît Bastien |

| 21 czerwca 2021 | Jordania | 3:0 (wo.) | Sudan Południowy |                                                            |
| 20:00 UTC+3     |          |           |                  | Khalifa International Stadium, Doha Sędzia: Daniele Doveri |

| 22 czerwca 2021 | Mauretania               | 2:0   | Jemen |                                                         |
| 20:00 UTC+3     | 18' Diakhité · 85' Tanjy | (1:0) |       | Jassim Bin Hamad Stadium, Doha Sędzia: Maurizio Mariani |

| 23 czerwca 2021 | Liban        | 1:0   | Dżibuti |                                                            |
| 20:00 UTC+3     | El-Helwe 46' | (0:0) |         | Khalifa International Stadium, Doha Sędzia: Benoît Bastien |

| 24 czerwca 2021 | Palestyna                                               | 5:1   | Komory    |                                                       |
| 20:00 UTC+3     | Kharoub 35' · Dabbagh 42' · Seyam 56', 72' · Batran 81' | (2:1) | 5' Moussa | Jassim Bin Hamad Stadium, Doha Sędzia: Daniele Doveri |

| 25 czerwca 2021 | Bahrajn                     | 2:0   | Kuwejt |                                                              |
| 20:00 UTC+3     | Haram 74' · Sayed Isa 90+5' | (0:0) |        | Khalifa International Stadium, Doha Sędzia: Mustapha Ghorbal |

## Turniej finałowy

### Faza grupowa
W turnieju udział weźmie 16 drużyn, podzielonych na cztery grupy po cztery zespoły. W każdej z grup zespoły rozegrają ze sobą po jednym spotkaniu, metodą każdy z każdym. Do ćwierćfinałów awansują po dwie najlepsze drużyny z każdej z grup. Mecze fazy grupowej odbędą się w dniach 30 listopada – 18 grudnia 2021 roku.

#### Grupa A
| \| Poz. \| Drużyna \| M \| Pkt. \| Mecze \| Mecze \| Mecze \| Bramki \| Bramki \| Bramki \| \| Poz. \| Drużyna \| M \| Pkt. \| zwy. \| rem. \| por. \| zdob. \| stra. \| różn. \| \| ---- \| ------- \| - \| ---- \| ----- \| ----- \| ----- \| ------ \| ------ \| ------ \| \| 1 \| Katar \| 3 \| 9 \| 3 \| 0 \| 0 \| 6 \| 1 \| +5 \| \| 2 \| Oman \| 3 \| 4 \| 1 \| 1 \| 1 \| 5 \| 3 \| +2 \| \| 3 \| Irak \| 3 \| 2 \| 0 \| 2 \| 1 \| 1 \| 4 \| -3 \| \| 4 \| Bahrajn \| 3 \| 1 \| 0 \| 1 \| 2 \| 0 \| 4 \| -4 \| |         |   |      |       |       |       |        |        |        |
| Poz. | Drużyna | M | Pkt. | Mecze | Mecze | Mecze | Bramki | Bramki | Bramki |
| Poz. | Drużyna | M | Pkt. | zwy.  | rem.  | por.  | zdob.  | stra.  | różn.  |
| 1 | Katar   | 3 | 9    | 3     | 0     | 0     | 6      | 1      | +5     |
| 2 | Oman    | 3 | 4    | 1     | 1     | 1     | 5      | 3      | +2     |
| 3 | Irak    | 3 | 2    | 0     | 2     | 1     | 1      | 4      | -3     |
| 4 | Bahrajn | 3 | 1    | 0     | 1     | 2     | 0      | 4      | -4     |

| 30 listopada 2021 | Irak                   | 1:1   | Oman                |                                                                |
| 16:00 UTC+3       | Abdulkareem 90+8' (k.) | (0:0) | 78' (k.) Al-Yahyaei | Al Janoub Stadium, Al-Wakra Widzów: 1576 Sędzia: Said Martínez |

| 30 listopada 2021 | Katar     | 1:0   | Bahrajn |                                                                  |
| 19:30 UTC+3       | Hatem 69' | (0:0) |         | Al Bayt Stadium, Al-Chaur Widzów: 47813 Sędzia: Szymon Marciniak |

| 3 grudnia 2021 | Bahrajn | 0:0   | Irak |                                                             |
| 13:00 UTC+3    |         | (0:0) |      | Al Thumama Stadium, Doha Widzów: 2576 Sędzia: Janny Sikazwe |

| 3 grudnia 2021 | Oman         | 1:2   | Katar                               |                                                                        |
| 16:00 UTC+3    | Al-Hajri 74' | (0:1) | 32' (k.) Afif · 90+7' (sam.) Durbin | Education City Stadium, Ar-Rajjan Widzów: 23254 Sędzia: Wilton Sampaio |

| 6 grudnia 2021 | Oman                                       | 3:0   | Bahrajn |                                                                  |
| 22:00 UTC+3    | Al-Alawi 41' · Al-Alawi 50' · Al-Hajri 59' | (1:0) |         | Ahmed bin Ali Stadium, Ar-Rajjan Widzów: 2477 Sędzia: Ryuji Sato |

| 6 grudnia 2021 | Katar                                | 3:0   | Irak |                                                                |
| 22:00 UTC+3    | Ali 82' · Afif 84' · Al-Haydos 90+3' | (0:0) |      | Al Bayt Stadium, Al-Chaur Widzów: 23008 Sędzia: Bakary Gassama |

#### Grupa B
| \| Poz. \| Drużyna \| M \| Pkt. \| Mecze \| Mecze \| Mecze \| Bramki \| Bramki \| Bramki \| \| Poz. \| Drużyna \| M \| Pkt. \| zwy. \| rem. \| por. \| zdob. \| stra. \| różn. \| \| ---- \| ---------------------------- \| - \| ---- \| ----- \| ----- \| ----- \| ------ \| ------ \| ------ \| \| 1 \| Tunezja \| 3 \| 6 \| 2 \| 0 \| 1 \| 6 \| 3 \| +3 \| \| 2 \| Zjednoczone Emiraty Arabskie \| 3 \| 6 \| 2 \| 0 \| 1 \| 3 \| 2 \| +1 \| \| 3 \| Syria \| 3 \| 3 \| 1 \| 0 \| 2 \| 4 \| 4 \| 0 \| \| 4 \| Mauretania \| 3 \| 3 \| 1 \| 0 \| 2 \| 3 \| 7 \| -4 \| |                              |   |      |       |       |       |        |        |        |
| Poz. | Drużyna                      | M | Pkt. | Mecze | Mecze | Mecze | Bramki | Bramki | Bramki |
| Poz. | Drużyna                      | M | Pkt. | zwy.  | rem.  | por.  | zdob.  | stra.  | różn.  |
| 1 | Tunezja                      | 3 | 6    | 2     | 0     | 1     | 6      | 3      | +3     |
| 2 | Zjednoczone Emiraty Arabskie | 3 | 6    | 2     | 0     | 1     | 3      | 2      | +1     |
| 3 | Syria                        | 3 | 3    | 1     | 0     | 2     | 4      | 4      | 0      |
| 4 | Mauretania                   | 3 | 3    | 1     | 0     | 2     | 3      | 7      | -4     |

| 30 listopada 2021 | Tunezja                                              | 5:1   | Mauretania         |                                                                       |
| 13:00 UTC+3       | Jaziri 39', 45+2' · Ben Arbi 42', 51' · Msakni 90+1' | (3:1) | Bessam 45+12' (k.) | Ahmed bin Ali Stadium, Ar-Rajjan Widzów: 2494 Sędzia: Alireza Faghani |

| 30 listopada 2021 | Zjednoczone Emiraty Arabskie  | 2:1   | Syria         |                                                      |
| 22:00 UTC+3       | Canedo Corrêa 24' · Saleh 30' | (2:0) | 60' Al Salama | Stadium 974, Doha Widzów: 4129 Sędzia: Janny Sikazwe |

| 3 grudnia 2021 | Mauretania | 0:1   | Zjednoczone Emiraty Arabskie |                                                                      |
| 19:00 UTC+3    |            | (0:0) | 90+3' Al Hammadi             | Stadium 974, Doha Widzów: 3316 Sędzia: Andrés Matias Matonte Cabrera |

| 3 grudnia 2021 | Syria                  | 2:0   | Tunezja |                                                                          |
| 22:00 UTC+3    | Kass Kawo 4' · Anz 47' | (1:0) |         | Al Bayt Stadium, Al-Chaur Widzów: 15913 Sędzia: Fernando Hernández Gómez |

| 6 grudnia 2021 | Syria        | 1:2   | Mauretania               |                                                                 |
| 18:00 UTC+3    | Al Baher 52' | (0:0) | 50' Soueid · 90+5' Tanjy | Al Janoub Stadium, Al-Wakra Widzów: 8539 Sędzia: Wilton Sampaio |

| 6 grudnia 2021 | Tunezja    | 1:0   | Zjednoczone Emiraty Arabskie |                                                               |
| 18:00 UTC+3    | Jaziri 10' | (1:0) |                              | Al Thumama Stadium, Doha Widzów: 14272 Sędzia: Daniel Siebert |

#### Grupa C
| \| Poz. \| Drużyna \| M \| Pkt. \| Mecze \| Mecze \| Mecze \| Bramki \| Bramki \| Bramki \| \| Poz. \| Drużyna \| M \| Pkt. \| zwy. \| rem. \| por. \| zdob. \| stra. \| różn. \| \| ---- \| ---------------- \| - \| ---- \| ----- \| ----- \| ----- \| ------ \| ------ \| ------ \| \| 1 \| Maroko \| 3 \| 9 \| 3 \| 0 \| 0 \| 9 \| 0 \| +9 \| \| 2 \| Jordania \| 3 \| 6 \| 2 \| 0 \| 1 \| 6 \| 5 \| +1 \| \| 3 \| Arabia Saudyjska \| 3 \| 1 \| 0 \| 1 \| 2 \| 1 \| 3 \| -2 \| \| 4 \| Palestyna \| 3 \| 1 \| 0 \| 1 \| 2 \| 2 \| 10 \| -8 \| |                  |   |      |       |       |       |        |        |        |
| Poz. | Drużyna          | M | Pkt. | Mecze | Mecze | Mecze | Bramki | Bramki | Bramki |
| Poz. | Drużyna          | M | Pkt. | zwy.  | rem.  | por.  | zdob.  | stra.  | różn.  |
| 1 | Maroko           | 3 | 9    | 3     | 0     | 0     | 9      | 0      | +9     |
| 2 | Jordania         | 3 | 6    | 2     | 0     | 1     | 6      | 5      | +1     |
| 3 | Arabia Saudyjska | 3 | 1    | 0     | 1     | 2     | 1      | 3      | -2     |
| 4 | Palestyna        | 3 | 1    | 0     | 1     | 2     | 2      | 10     | -8     |

| 1 grudnia 2021 | Maroko                                         | 4:0   | Palestyna |                                                                 |
| 19:00 UTC+3    | Nahiri 31' · Hafidi 56', 64' · Banoun 87' (k.) | (1:0) |           | Al Janoub Stadium, Al-Wakra Widzów: 3843 Sędzia: Matthew Conger |

| 1 grudnia 2021 | Arabia Saudyjska | 0:1   | Jordania              |                                                                       |
| 22:00 UTC+3    |                  | (0:0) | 62' (sam.) Al-Dawsari | Education City Stadium, Ar-Rajjan Widzów: 4777 Sędzia: Bakary Gassama |

| 4 grudnia 2021 | Jordania | 0:4   | Maroko                                             |                                                                     |
| 13:00 UTC+3    |          | (0:3) | Jabrane 4' · Banoun 25' · Chibi 45+3' · Rahimi 88' | Ahmed bin Ali Stadium, Ar-Rajjan Widzów: 7890 Sędzia: Facundo Tello |

| 4 grudnia 2021 | Palestyna    | 1:1   | Arabia Saudyjska |                                                                      |
| 22:00 UTC+3    | Bassim 45+2' | (1:0) | 81' Al-Hamdan    | Education City Stadium, Ar-Rajjan Widzów: 3075 Sędzia: Said Martínez |

| 7 grudnia 2021 | Maroko                 | 1:0   | Arabia Saudyjska |                                                                             |
| 18:00 UTC+3    | El Berkaoui 45+4' (k.) | (1:0) |                  | Al Thumama Stadium, Doha Widzów: 8502 Sędzia: Andrés Matias Matonte Cabrera |

| 7 grudnia 2021 | Jordania                                                                    | 5:1   | Palestyna |                                                        |
| 18:00 UTC+3    | Abdul-Rahman 9' (k.) · Aldaradreh 24' · Al-Mardi 82' · Al-Naimat 86', 90+1' | (2:1) | 44' Seyam | Stadium 974, Doha Widzów: 9750 Sędzia: Alireza Faghani |

#### Grupa D
| \| Poz. \| Drużyna \| M \| Pkt. \| Mecze \| Mecze \| Mecze \| Bramki \| Bramki \| Bramki \| \| Poz. \| Drużyna \| M \| Pkt. \| zwy. \| rem. \| por. \| zdob. \| stra. \| różn. \| \| ---- \| -------- \| - \| ---- \| ----- \| ----- \| ----- \| ------ \| ------ \| ------ \| \| 1 \| Egipt \| 3 \| 7[b] \| 2 \| 1 \| 0 \| 7 \| 1 \| +6 \| \| 2 \| Algieria \| 3 \| 7 \| 2 \| 1 \| 0 \| 7 \| 1 \| +6 \| \| 3 \| Liban \| 3 \| 3 \| 1 \| 0 \| 2 \| 1 \| 3 \| -2 \| \| 4 \| Sudan \| 3 \| 0 \| 0 \| 0 \| 3 \| 0 \| 10 \| -10 \| |          |   |      |       |       |       |        |        |        |
| Poz. | Drużyna  | M | Pkt. | Mecze | Mecze | Mecze | Bramki | Bramki | Bramki |
| Poz. | Drużyna  | M | Pkt. | zwy.  | rem.  | por.  | zdob.  | stra.  | różn.  |
| 1 | Egipt    | 3 | 7    | 2     | 1     | 0     | 7      | 1      | +6     |
| 2 | Algieria | 3 | 7    | 2     | 1     | 0     | 7      | 1      | +6     |
| 3 | Liban    | 3 | 3    | 1     | 0     | 2     | 1      | 3      | -2     |
| 4 | Sudan    | 3 | 0    | 0     | 0     | 3     | 0      | 10     | -10    |

| 1 grudnia 2021 | .Algieria                                       | 4:0   | Sudan |                                                                  |
| 13:00 UTC+3    | Bounedjah 11', 37' · Benlamri 43' · Soudani 46' | (3:0) |       | Ahmed bin Ali Stadium, Ar-Rajjan Widzów: 2203 Sędzia: Ryuji Sato |

| 1 grudnia 2021 | Egipt          | 1:0   | Liban |                                                               |
| 16:00 UTC+3    | Afsha 71' (k.) | (0:0) |       | Al Thumama Stadium, Doha Widzów: 11757 Sędzia: Daniel Siebert |

| 4 grudnia 2021 | Liban | 0:2   | Algieria                         |                                                                   |
| 16:00 UTC+3    |       | (0:0) | 69' (k.) Brahimi · 90+3' Meziani | Al Janoub Stadium, Al-Wakra Widzów: 9405 Sędzia: Szymon Marciniak |

| 4 grudnia 2021 | Sudan | 0:5   | Egipt                                                           |                                                        |
| 19:00 UTC+3    |       | (0:3) | 4' Refaat · 13' (k.) Zizo · 31' Hamdy · 57' Faisal · 78' Sherif | Stadium 974, Doha Widzów: 14464 Sędzia: Matthew Conger |

| 7 grudnia 2021 | Algieria   | 1:1   | Egipt             |                                                                 |
| 22:00 UTC+3    | Tougai 20' | (1:0) | 60' (k.) El Solia | Al Janoub Stadium, Al-Wakra Widzów: 32418 Sędzia: Facundo Tello |

| 7 grudnia 2021 | Liban                  | 1:0   | Sudan |                                                                                 |
| 22:00 UTC+3    | Abu Eshrein 76' (sam.) | (0:0) |       | Education City Stadium, Ar-Rajjan Widzów: 5991 Sędzia: Fernando Hernández Gómez |

### Faza pucharowa
Do fazy pucharowej przystąpiło osiem drużyn wyłonionych w fazie grupowej. Przegrani ćwierćfinałów zakończą swój udział w turnieju na tym etapie, natomiast przegrane drużyny z półfinałów rozegrają jeszcze między sobą spotkanie o 3. miejsce.

#### Ćwierćfinały
Spotkania ćwierćfinałowe rozegrane zostały w dniach 10–11 grudnia 2021 roku.
| 10 grudnia 2021 | Tunezja                 | 2:1   | Oman         |                                                                        |
| 18:00 UTC+3     | Jaziri 16' · Msakni 69' | (1:0) | 66' Al-Alawi | Education City Stadium, Ar-Rajjan Widzów: 21329 Sędzia: Daniel Siebert |

| 10 grudnia 2021 | Katar                                                                  | 5:0   | Zjednoczone Emiraty Arabskie |                                                                |
| 22:00 UTC+3     | Salmeen 6' (sam.) · Ali 28' (k.), 45+3' · Khoukhi 36' (k.) · Hatem 44' | (5:0) |                              | Al Bayt Stadium, Al-Chaur Widzów: 63439 Sędzia: Andrés Matonte |

| 11 grudnia 2021 | Egipt                                   | 3:1 (pd.)       | Jordania      |                                                                 |
| 18:00 UTC+3     | Hamdy 45+1' · Refaat 100' · Dawoud 119' | (1:1, 1:1, 2:1) | 12' Al-Naimat | Al Janoub Stadium, Al-Wakra Widzów: 28306 Sędzia: Said Martínez |

| 11 grudnia 2021 | Maroko                                    | 2:2 (pd.)               | Algieria                                           |                                                               |
| 22:00 UTC+3     | Nahiri 64' · Benoun 111'                  | (0:0, 1:1, 2:1, k. 3:5) | 62' (k.) Brahimi · 102' Belaïli                    | Al Thumama Stadium, Doha Widzów: 24823 Sędzia: Wilton Sampaio |
| 22:00 UTC+3     | · Rahimi · Benoun · Jabrane · El Berkaoui | Rzuty karne             | · Belaïli · Bendebka · Bedrane · Benayada · Tougai | Al Thumama Stadium, Doha Widzów: 24823 Sędzia: Wilton Sampaio |

#### Półfinały
Spotkania półfinałowe rozegrane zostały 15 grudnia 2021 roku.
| 15 grudnia 2021 | Tunezja               | 1:0   | Egipt |                                                         |
| 18:00 UTC+3     | El Solia 90+5' (sam.) | (0:0) |       | Stadium 974, Doha Widzów: 36427 Sędzia: Alireza Faghani |

| 15 grudnia 2021 | Katar         | 1:2   | Algieria                      |                                                                 |
| 22:00 UTC+3     | Muntari 90+7' | (0:0) | 59' Benlamri · 90+17' Belaïli | Al Thumama Stadium, Doha Widzów: 42405 Sędzia: Szymon Marciniak |

#### Mecz o 3. miejsce
Mecz o 3. miejsce rozegrany został 18 grudnia 2021 roku na Stadium 974 w Dosze.
| 18 grudnia 2021 | Egipt                                                      | 0:0 (pd.)     | Katar                                                       |                                                       |
| 13:00 UTC+3     |                                                            | (0:0, k. 4:5) |                                                             | Stadium 974, Doha Widzów: 30978 Sędzia: Facundo Tello |
| 13:00 UTC+3     | · Magdy · El Solia · Hidżazi · El Fotouh · Tawfik · Sherif | Rzuty karne   | · Al-Haydos · Khoukhi · Hassan · Alaaeldin · Afif · Boudiaf | Stadium 974, Doha Widzów: 30978 Sędzia: Facundo Tello |

#### Finał
Finał turnieju odbył się 18 grudnia 2021 roku na Al Bayt Stadium w Al-Chaur.
| 18 grudnia 2021 18:00 UTC+3 | Tunezja | 0:2 (dogr.)(0:0)Raport | Algieria · 99' Sayoud · 120+5' Brahimi | Al Bayt Stadium, Al-Chaur Widzów: 60456 Sędzia: Daniel Siebert |
|                             |         |                        |                                        |                                                                |